# Гусятинська районна рада
Гусятинська районна рада — колишній орган місцевого самоврядування у Гусятинському районі Тернопільської області з центром у місті Гусятин.

## Історія
Районна рада утворена у вересні 1939[джерело?].
17 грудня 2020 року ліквідована шляхом приєднання до Чортківської районної ради.

## Депутатський склад
Депутати районної ради VI скликання (2010 - 2015):
1. Аніловський Ігор Йосипович
2. Баліцький Віктор Петрович
3. Бандура Олег Степанович
4. Барановський Микола Васильович
5. Батіг Віталій Степанович
6. Батіг Степан Михайлович
7. Бігус Іван Дмитрович
8. Білик Володимир Степанович
9. Білиця Ярослав Євгенович
10. Богоніс Павло Миколайович
11. Бойко Любомир Михайлович
12. Бойчук Василь Михайлович
13. Борейко Василь Євстахович
14. Буячок Володимир Мирославович
15. Веселовський Василь Петрович
16. Войтюк Леонід Олександрович
17. Волощук Іван Станіславович
18. Гавришко Василь Павлович
19. Гадюк Петро Антонович
20. Газдюк Петро Васильович
21. Галиняк Мирослав Анатолійович
22. Галонська Марія Павлівна
23. Гладун Степан Васильович
24. Глова Іван Степанович
25. Голич Іван Степанович
26. Гречанівський Анатолій Ярославович
27. Гуль Василь Степанович
28. Демидась Галина Романівна
29. Дудар Ігор Антонович
30. Заплітний Павло Васильович
31. Зеленський Костянтин Васильович
32. Кіщак Марія Йосипівна
33. Коваль Володимир Михайлович
34. Коваль Олег Володимирович
35. Комінко Ігор Степанович
36. Корнова Ростислав Ігорович
37. Коціра Степан Євгенович
38. Крет Ганна Степанівна
39. Криса Володимир Тарасович
40. Кузь Микола Павлович
41. Куценко Тарас Григорович
42. Кучер Володимир Семенович
43. Лівель Любомир Володимирович
44. Любий Степан Йосипович
45. Мазник Ярослав Євгенович
46. Маленчук Надія Іванівна
47. Маргаль Микола Тадейович
48. Мартишко Михайло Андрійович
49. Марцінковський Олег Любомирович
50. Маслянка Михайло Михайлович
51. Мацієвський Олег Степанович
52. Мовчко Іван Дмитрович
53. Музика Марія Степанівна
54. Новінчук Михайло Степанович
55. Остафійчук Віталій Васильович
56. Охота Василь Васильович
57. Павук Ігор Володимирович
58. Панчук Орест Михайлович
59. Панюра Михайло Мирославович
60. Патола Таїсія Іванівна
61. Подміногін Павло Петрович
62. Рейда Володимир Володимирович
63. Романовський Ярослав Іванович
64. Сагайдак Роман Євгенович
65. Семків Богдан Васильович
66. Скопецький Ігор Євгенович
67. Сліпець Петро Ярославович
68. Соболь Ігор Іванович
69. Сороколіт Леонід Іванович
70. Сукач Ірина Ігорівна
71. Терешко Руслан Олегович
72. Титор Ярослав Миколайович
73. Трач Іван Михайлович
74. Троян Михайло Матвійович
75. Тхір Степан Степанович
76. Угляр Ярослав Євгенович
77. Федорук Марія Павлівна
78. Хомів Павло Михайлович
79. Хоптян Надія Андріївна
80. Цвігун Ярослав Михайлович
81. Чехніта Володимир Йосипович
82. Шаповалова Марія Іванівна
83. Яворницька Любов Володимирівна
84. Яворщук Тетяна Миколаївна
85. Яцик Іван Степанович
86. Яцишин Олександра Василівна